# Yves Cuenot
Pour les articles homonymes, voir Cuenot.
Yves Cuenot, né le 20 mars 1951 à Besançon, est un organiste, claveciniste et compositeur français.

## Biographie
Après des études de piano au conservatoire à rayonnement régional de Besançon, Yves Cuenot fut initié à l'orgue par Jeanne Marguillard qui le prit comme suppléant au grand orgue de l'église Sainte-Madeleine de Besançon. Attiré très tôt par l'interprétation de la musique baroque, il reçut les conseils d'André Isoir dont l'enseignement aura été une source de découverte jusque-là non encore épuisée.
Il travailla parallèlement le clavecin avec Jean-Patrice Brosse à Paris et à l'Académie internationale de Saint-Bertrand-de-Comminges, puis suivit les cours d'interprétation de Scott Ross à l'Académie de musique ancienne de Semur-en-Auxois.
Yves Cuenot est actuellement titulaire du grand-orgue de la cathédrale Saint-Bénigne de Dijon, honoraire de l'orgue historique « Callinet-1789 » d'Auxonne et a été  nommé en novembre 2018 organiste de la basilique Sainte-Marie-Madeleine de Vézelay.
Il a dirigé l'école de musique du canton d'Auxonne, et a enseigné au conservatoire à rayonnement régional de Dijon ainsi qu'à l'université de musicologie de Bourgogne. Il est sollicité pour des master-classes au clavecin et à l'orgue en France, Allemagne, Russie, Estonie, Canada. Outre son attirance première pour la musique baroque, Yves Cuenot inscrit volontiers à son répertoire, des œuvres de musique d'aujourd'hui, entre autres de Jean Guillou. Il a été le premier interprète de sa Suite pour Rameau et a créé, avec lui, la Missa interrupta pour l'inauguration du grand-orgue de la cathédrale de Dijon. De plus, il compose pour divers instruments et pour la voix et certaines de ses œuvres font l'objet d'une édition.
Yves Cuenot sillonne le monde afin de mettre en avant l'école d'orgue française. Il se produit dans les grandes tribunes de France mais aussi en Europe proche, en Russie (Saint-Pétersbourg, Moscou, etc.), en Estonie (Festival international d'orgue de Tallinn), à Porto Rico, Guadeloupe, Nouvelle-Calédonie, Saint-Pierre-et-Miquelon, Canada (Festival de musique française de Montréal), Uruguay (Festival international de Montevideo). Il a également réalisé des enregistrements dont les programmes créent la nouveauté et suscitent la louange de la critique.

## Compositions
- Onde et remous pour clarinette seule (Éditions Delatour France)
- Rhapsodie pour hautbois et orgue (Éditions Delatour France)
- Aria pour orgue
- 12 « Meditasons » pour orgue (Éditions Delatour France)
- Forme de valse pour clavecin
- Forme de habanera pour clavecin
- 5 mélodies « les 5 sens » pour chant et clavecin
- Mélodie « du sceau de saint Julien » pour chant et orgue, dédiée à l'orgue de Saint-Julien-du-Sault
- Prélude, aria et final litanique sur le nom de « RIEPP » pour orgue (Éditions Delatour France)
- Paraphrase du « Veni Creator » pour 2 orgues
- Triptyque marial « Marie, Âme de chœur » pour chœur à 4 voix mixtes, 3 voix égales, soliste et orgue

## Discographie
- L'impromptu de Pesmes : divertissement musical et théâtral (1985)
- Un orgue, un organiste (1987)
- Ouvertures et airs d'opéra aux 17e et 18e siècles (1989)
- L'orgue en France aux 17e, 18e siècles (1990)
- À l'aube du romantisme (1993)
- Orgue et corno da caccia (1996)
- Splendeur du grand-orgue de la cathédrale de Dijon - récitals d'inauguration (DVD Euromuses)
- Un récital d'orgue - cathédrale de Dijon (DVD Euromuses)